# Étude pour une danseuse en Arlequin
L'Étude pour une danseuse en Arlequin est une statuette en bronze sculptée par Edgar Degas en 1884-1885. Elle est conservée au musée d'Orsay à Paris.

## Contexte, description, analyse
L'Étude pour une danseuse en Arlequin, précédemment titrée Danseuse se frottant le genou (Dancer in the Role of Arlequin, Dancer Rubbing Her Knee en anglais), est une statuette en bronze de 31 × 24,5 × 14,8 cm sculptée par Edgar Degas en 1884-1885 dans l'objectif d'une étude préalable à une série de pastels sur le thème de l'Arlequin du ballet d'action Les Jumeaux de Bergame.
Degas s'est inspiré pour sa statuette de la danseuse jouant le rôle d'Arlequin dans la pantomime créée au cours de l'été 1885 au Grand Casino de Paramé où il a pu voir les répétitions en costumes à l'origine de la série des huit premiers pastels. La physionomie du modèle rappelle celle de Marie Sanlaville, première danseuse de l'Opéra de Paris, créatrice du rôle à Garnier le 26 janvier 1886, qui inspirera également le tableau sur le même thème vers 1890.
La statuette en bronze, fondue par Adrien-Aurélien Hébrard, est conservée par le musée d'Orsay à Paris et l'original en cire fait partie de la collection Paul Mellon à la National Gallery of Art de Washington.

## Articles connexes

Edgar Degas, Arlequin et Colombine (Degas, Orsay), huile sur bois (musée d'Orsay, vers 1884)
Edgar Degas, Arlequin (Degas, Valpinçon), pastel (Collection Hart, 1884-1885)
Edgar Degas, Arlequin (Degas, Chicago), pastel (Art Institute of Chicago, 1884-1885)
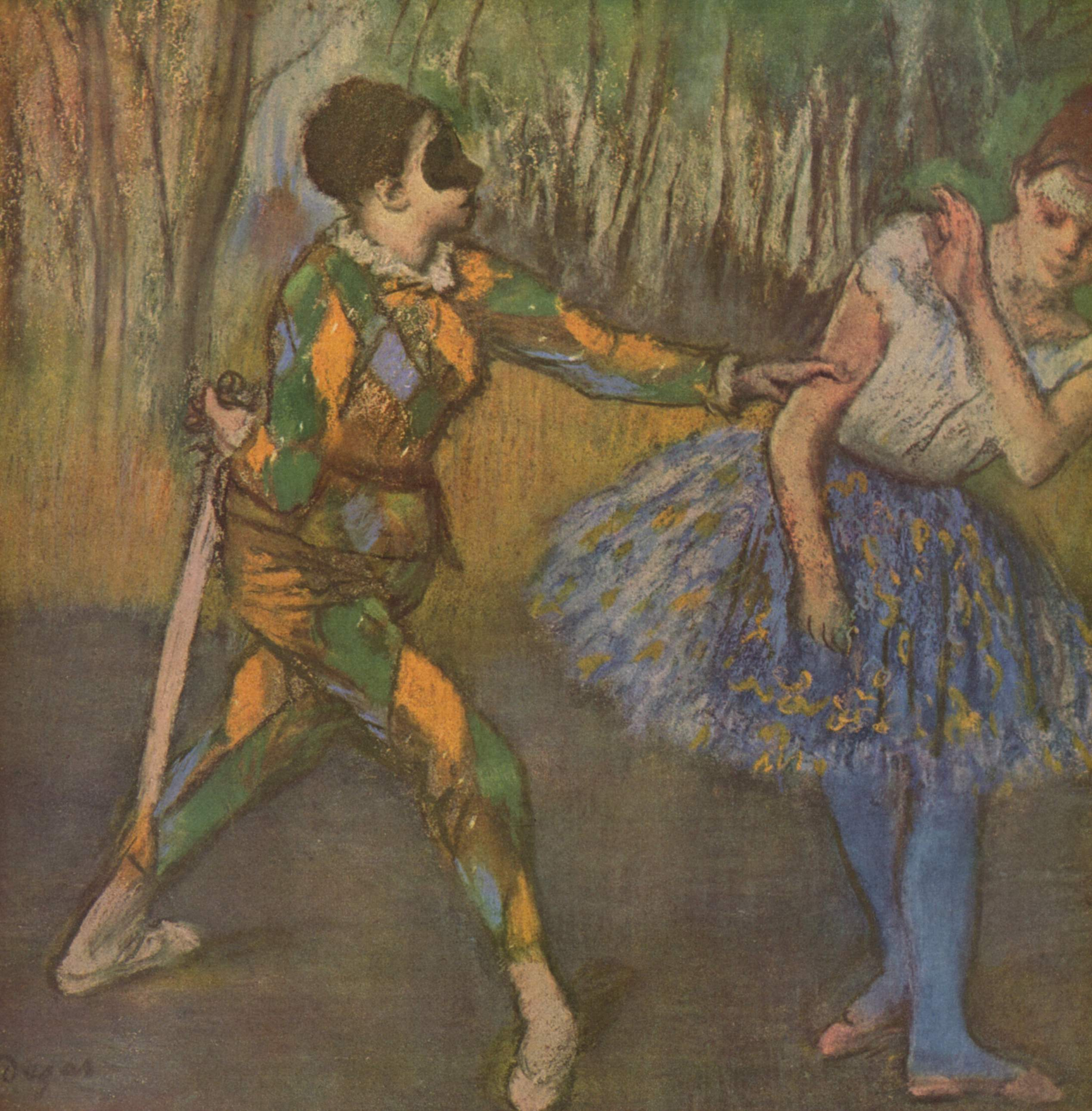
Edgar Degas, Arlequin et Colombine (Degas, Belvédère), pastel (Galerie autrichienne du Belvédère, vers 1884)
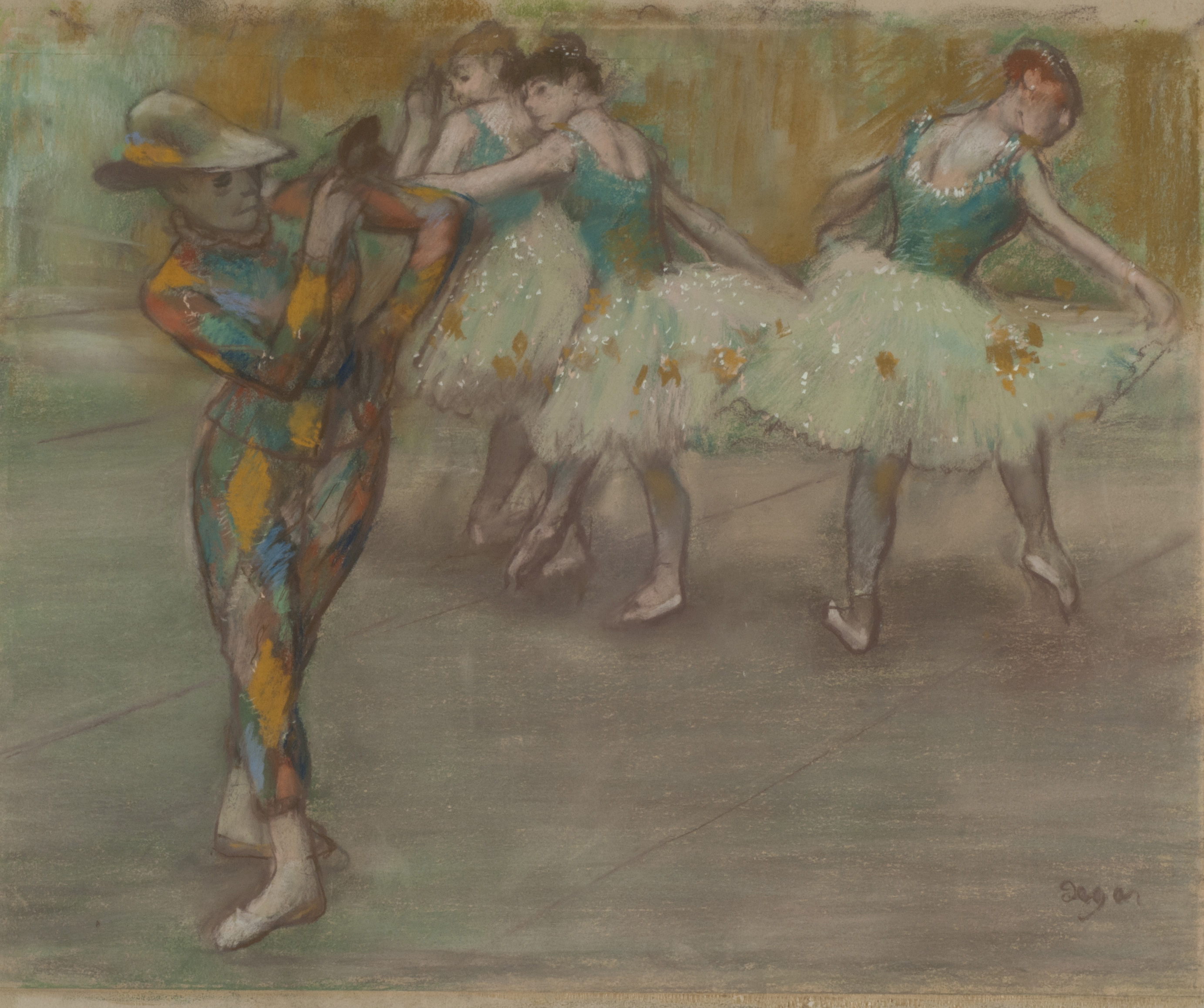
Edgar Degas, La Danse d'Arlequin, pastel (musée national des beaux-arts d'Argentine, vers 1890)